# Eumerus okinawellus
Eumerus okinawellus är en tvåvingeart som beskrevs av Matsumura 1916. Eumerus okinawellus ingår i släktet månblomflugor, och familjen blomflugor. Inga underarter finns listade i Catalogue of Life.